# تجدد طبيعي

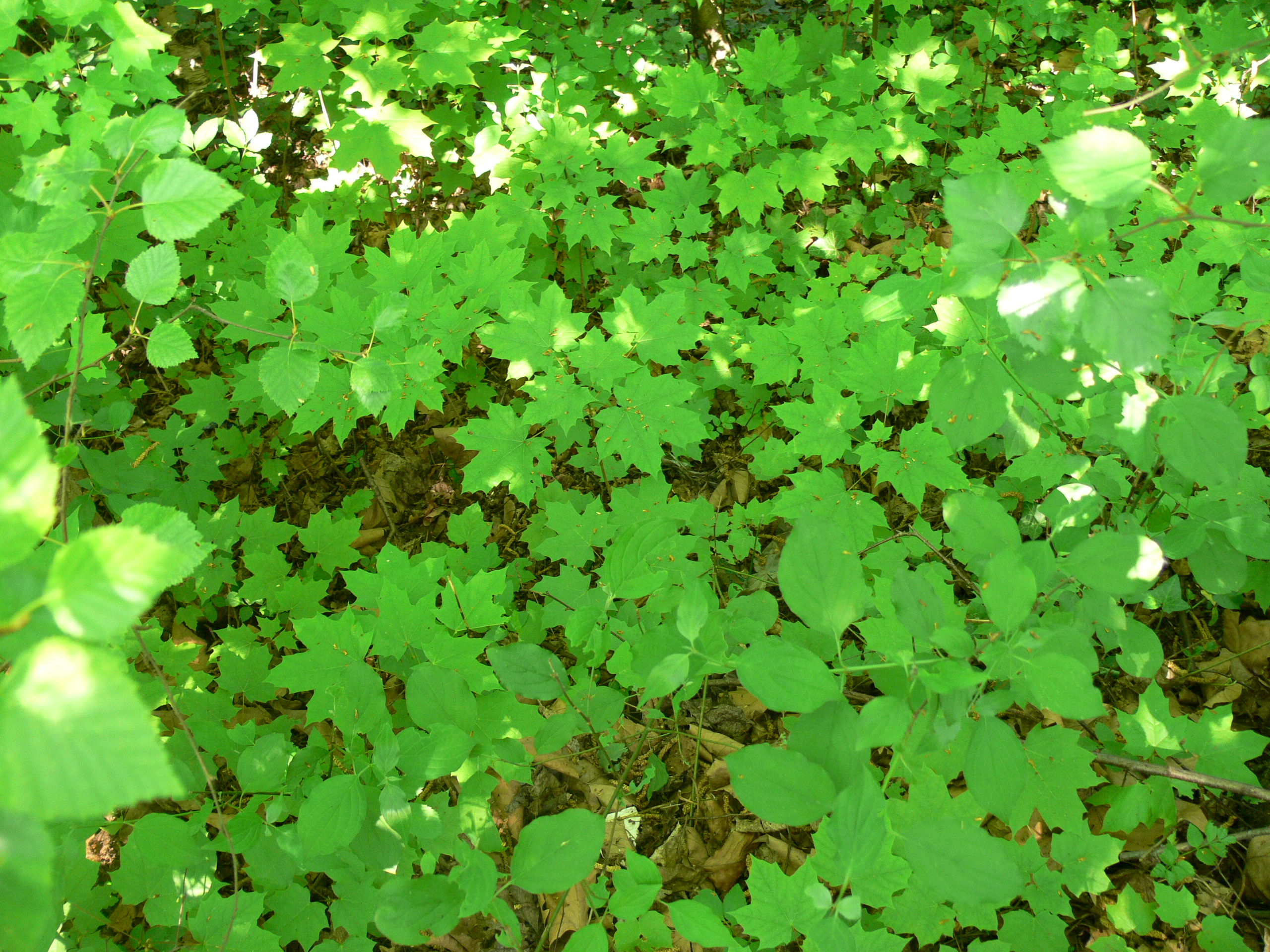
تنتج البذور الطبيعية عدة نباتات قد يختفي بعضها نتيجة السباق من أجل الضوء.

يطلق لفظ التجدد الطبيعي في مجالي علم البيئة وزراعة الغابات على قابلية إعادة البناء أو «التجدد» العفوية لدى نظام بيئي (غابي في أغلب الأحيان) بعد هلاك جزء أو كل من الغطاء الغابي. لأجل ذلك يهتم المزارع الغابي بتجديد «مادته» النباتية عبر:
- التكاثر الخضري؛
- الإنبات من البذور.

في حين يهتم العالم بالبيئة بتجدد كل النظام البيئي أو بالأحرى تعاهده وتطويره بمرور الزمن في إطار الدورة الوراثية-الغابية.

## الشروط الضرورية
يحتاج التجدد الطبيعي لبعض الشروط التي تبقي على استمراريته:
- المحافظة على مصدر البذور؛
- كمية كافية من الماء العذب (مياه الأمطار مثلا)؛
- إمكانية الانتشار الطبيعي للبذور عبر المياه أو الرياح أو الحيوانات؛
- شروط بيئية ملائمة تسمح بإنتاش البذور؛
- أن يكون الضغط الذي تمارسه الحيوانات العشبة أو الأخرى متناسبا ومتوافقا مع قدرة التجدد.

## محاسن أو مساوئ
- الثمن المنخفض بالمقارنة مع شراء النباتات وزراعتها ثم أعمال العناية بها حتى كبرها؛
- لوحظ التأقلم الجيد للبذور المنتشة مع الأحوال الجوية إلى جانب التطور الممتاز للجذور؛
- تأثير المشهد ملاحظ بكثرة ليمنح تصورا لغابة طبيعية تكون آثار الإنسان فيها قليلة جدا.

ولكن التجدد الطبيعي يحتاج إلى متابعة طويلة نسبيا على عدة مراحل، وربما يكون الثمن الكلي له مقارب في بعض الأحيان إلى ثمن التجدد الاصطناعي ، كما أن التجدد الطبيعي يشترط بذورا ذات جودة عالية وإلى تحكم وتسيير للوسط لتوفير أفضل الشروط الملائمة.